# Spoorlijn 45
Spoorlijn 45 was een Belgische spoorlijn die Trois-Ponts met Weismes verbond. De lijn was 22,1 km lang.

## Geschiedenis
Het baanvak Trois-Ponts - Stavelot is geopend op 20 februari 1867 als deel van de internationale verbinding Luxemburg - Spa van de Compagnie française des chemins de fer de l'Est.
Op 1 december 1885 werd de toen op Duits grondgebied gelegen spoorlijn Weismes - Malmedy geopend door de Pruisische Staatsspoorwegen als zijlijn van de Vennbahn. Het tussengelegen baanvak Malmédy - Stavelot is het laatst aangelegd en werd vanaf 4 januari 1914 door de Pruisische Staatsspoorwegen en de Belgische Staat geëxploiteerd. Masta was toen een grensstation. In 1919 werd de gehele regio Belgisch grondgebied en werd de gehele spoorlijn eigendom van België.
Het reizigersverkeer op lijn 45 is opgeheven op 23 februari 1959. Tussen Trois-Ponts en Stavelot reden nog tot 2 augustus 1959 reizigerstreinen van de verbinding Spa - Trois-Ponts (spoorlijn 44). Op 18 mei 1983 is de spoorlijn buiten dienst gesteld.
Na de sluiting van spoorlijn 48 tussen Raeren en Sourbrodt is de spoorlijn op 25 augustus 1989 weer in gebruik genomen voor de verbinding naar Sourbrodt en het nabijgelegen militaire kamp Elsenborn. Ook werd de lijn nog gebruikt voor houttransport vanaf Büllingen aan spoorlijn 45A. Daarnaast reed op deze lijn tot in 2001 een toeristische museumtrein, de Vennbahn. Per 1 januari 2007 werd de lijn definitief gesloten en in december 2007 werd gestart met de afbraak van de spoorlijn.

## Huidige toestand
In 2010 is op de volledige bedding een asfalt RAVeL fietspad aangelegd van Trois-Ponts tot Weismes (22 km) met verlichte tunnels.

## Aansluitingen
In de volgende plaatsen was er een aansluiting op de volgende spoorlijnen:
Waimes
Spoorlijn 48 tussen Stolberg en Sankt-Vith
Stavelot
Spoorlijn 44 tussen Pepinster en Stavelot
Trois-Ponts
Spoorlijn 43 tussen Rivage en Gouvy